# Javed Akhtar
Javed Akhtar (urdu: جاوید اختر; hindi: जावेद अख़्तर ) (Gwalior, 17 gennaio 1945) è uno sceneggiatore, paroliere e poeta indiano.
Il suo periodo di maggior successo è stato fra gli anni settanta e gli ottanta, quando insieme a Salim Khan era parte del prolifico duo di sceneggiatori conosciuto come Salim-Javed. Fra i loro film di maggior successo si possono ricordare Andaz, Seeta Aur Geeta, Sholay e Don.
Nel corso della sua carriera Akhta ha vinto quattordici volte il Filmfare Awards (sette volte per la migliore sceneggiatura e sette volte per il miglior testo musicale), il National Film Award cinque volte, il Screen Weekly Awards due volte ed il Zee Cine Awards due volte.
In seguito, Akhtar ha continuato ad essere una figura prominente nell'industria cinematografica di Bollywood, oltre che uno dei più celebri e richiesti parolieri. Dal 1984 è sposato con la celebre attrice Shabana Azmi.